# Американське товариство запобігання жорстокому поводженню з тваринами
Американське товариство запобігання жорстокому поводженню з тваринами (англ. American Society for the Prevention of Cruelty to Animals, ASPCA) є некомерційною організацією, яка займається запобіганням жорстокому поводженню з тваринами. Місія організації, що базується в Нью-Йорку з моменту свого створення в 1866 році, полягає в тому, щоб «забезпечити ефективні засоби для запобігання жорстокому поводженню з тваринами по всій території Сполучених Штатів».

## Історія

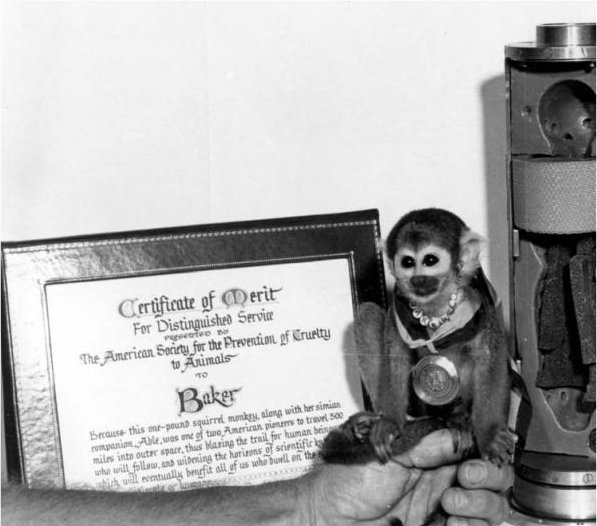
Біляча мавпа «Міс Бейкер» позує з Почесною грамотою за видатні заслуги, якою вона була нагороджена ASPCA після її успішного повернення на землю, відповідною медаллю та диваном, який використовувався для її польоту (праворуч). Бейкер і її супутник Ейбл були першими тваринами, які повернулися живими з космосу.

Після створення Королівського товариства із запобігання жорстокому поводженню з тваринами (RSPCA) у Сполученому Королівстві в 1824 році (отримало королівський статус у 1840 році), Генрі Берг заснував Американське товариство із запобігання жорстокому поводженню з тваринами 10 квітня 1866 року. у Нью-Йорку на переконанні, що «тварини мають право на ласкаве та шанобливе поводження з боку людей і повинні бути захищені законом». Це найстаріша організація із захисту тварин у Сполучених Штатах. 8 лютого 1866 року Берг виступив на захист тварин на зустрічі в Клінтон-Холі в Нью-Йорку. Деякі з питань, які він обговорював, були півнячі бої та жахи бійні. Отримавши підписи під своєю «Декларацією прав тварин», 10 квітня 1866 року Берг отримав офіційний статут про створення ASPCA 19 квітня 1866 року в Нью-Йорку було прийнято перший закон про боротьбу з жорстокістю з моменту заснування ASPCA, і організації було надано право застосовувати закони про боротьбу з жорстокістю. У 1867 році ASPCA відкрила свою першу машину швидкої допомоги для поранених коней і почала виступати за більш гуманне поводження з тваринами, такими як коні, живі голуби, коти та собаки. Ранні цілі ASPCA були зосереджені на зусиллях для коней і худоби, оскільки в той час вони використовувалися для низки видів діяльності.